# Хлопчик з Туркани

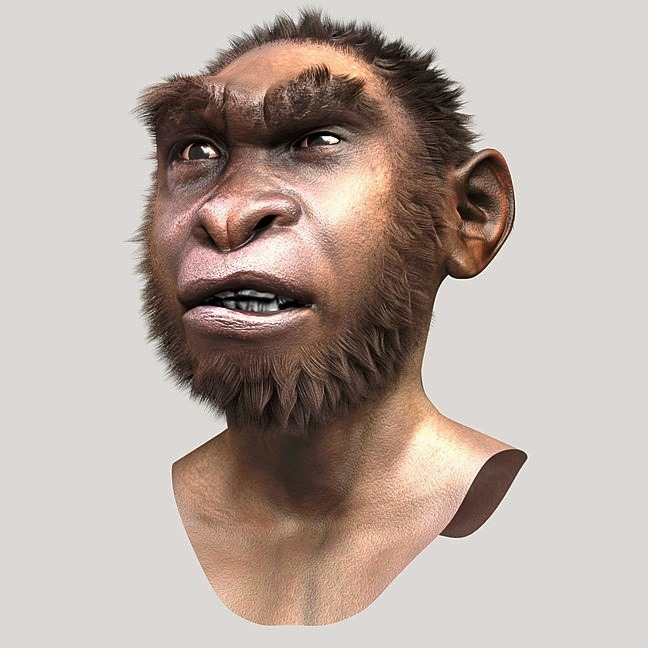
Приблизний вигляд хлопчика з Туркани

Турканський хлопчик (англ. Turkana Boy або Nariokotome Boy) — скелет підлітка; одна з назв найповніших зі знайдених решток, зареєстрованих під індексом KNM-WT 15000, які належать до виду людина працююча (Homo ergaster), що жив у ранньому плейстоцені, 1,5—1,6 мільйона років тому.
Установлено, що йому на момент смерті було 7—18 років; за останніми дослідженнями припускають, що тоді йому було вісім років. Але за дослідженням зубів мав 10—11 років, а за дослідженням епіфізу — 13 років, за довжиною тіла (164 см) — 15 років.
Скелет уважається збереженим на 80—90 %, відсутні кисті, стопи, частини тазових кісток.

### Історія відкриття

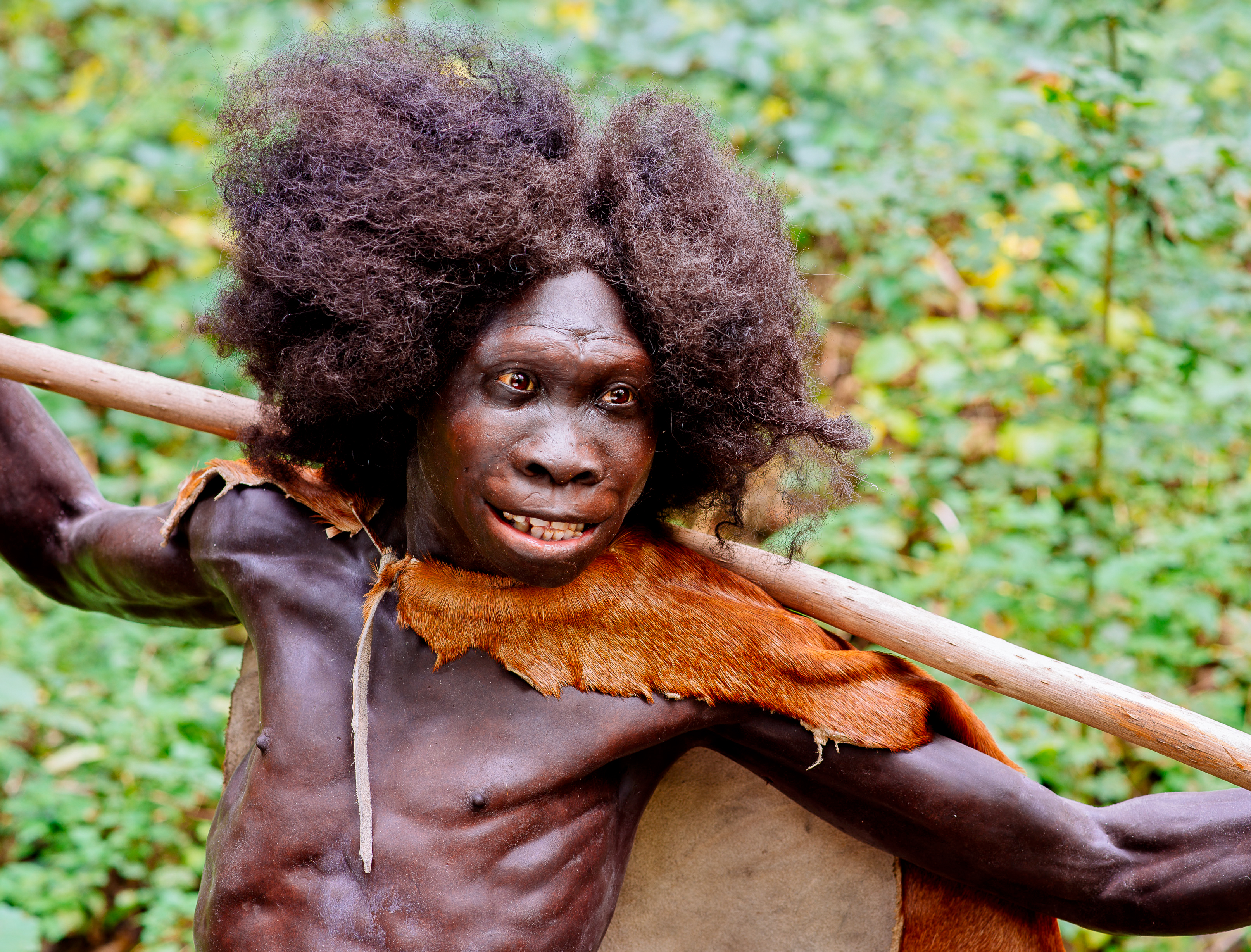
Гомо-еректус (деталь) Наріокотоме, Кенія, реконструкція в музеї неандертальців

Скелет був знайдений експедицією Річарда Лікі в 1984 році в Кенії, на західному березі озера Туркана. Місце відкриття відоме під назвою Наріокотоме III (Nariokotome III).
Знайдені кістки були поміщені в спеціальні ємності, передані на зберігання до Національного музею Кенії. Перша виставка супроводжувалася великим скандалом: єпископ Боніфас Адойо (Boniface Adoyo), голова 35 євангельських громад Кенії, закликав прихожан бойкотувати виставку, заявивши, що діти не мають «вірити, що ми походимо з цих мавп».

### Припущення

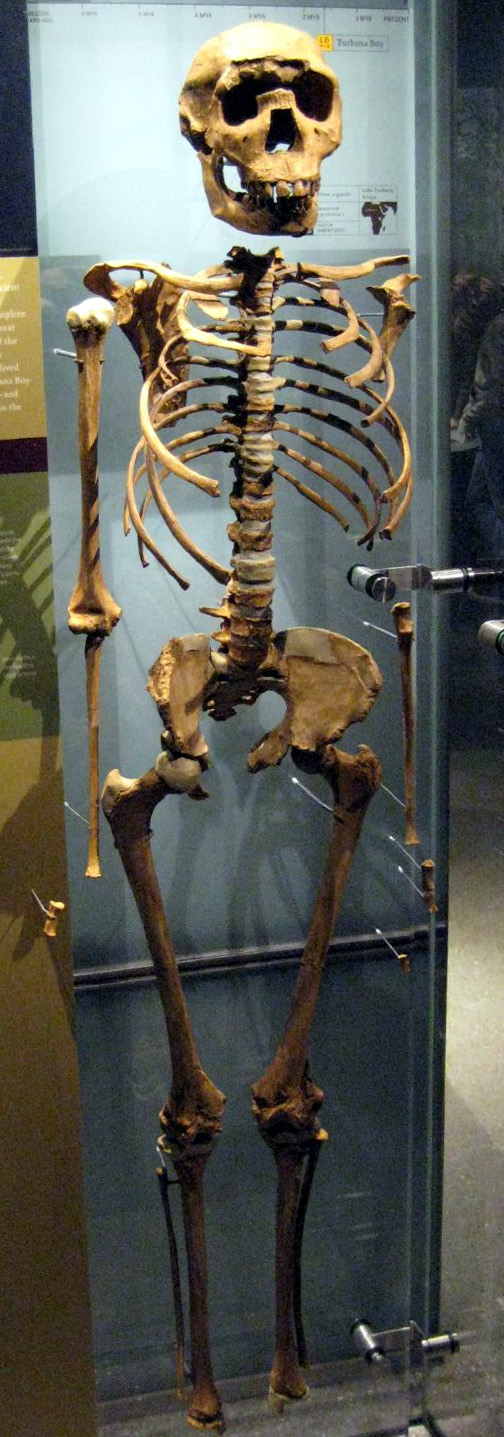
Турканський хлопчик

У зв'язку з тим, що Турканський хлопчик відрізнявся від австралопітека менш потужними щелепами і зубами, можна припустити, що він уже споживав м'ясо (щелепи стали «витонченішими», оскільки відпала необхідність розколювання горіхів (зубами) і пережовування значних обсягів грубої рослинної їжі). Зір Турканського хлопчика, ймовірно, був гострішим і чіткішим, ніж у австралопітека (оскільки тім'яна частина черепа, в якій знаходиться центр зору, у нього значно ширша). Деякі вчені висували гіпотези, що одноплемінники Турканського хлопчика володіли зачатками мови, проте один з учасників експедиції, що знайшла рештки, Алан Вокер, висловився з цього приводу різко негативно, допустивши лише, що набір використовуваних ними звуків міг бути вельми широкий.
Одне з найдивовижніших припущень полягає в тому, що якби Турканський хлопчик встиг подорослішати, його ріст досяг би 1,8 м (а можливо і дещо більше). Однак, на думку деяких американських учених (в першу чергу Ронди Р. Грейвс), при екстраполяції були використані помилкові передумови, і зріст змужнілого хлопчика склав би 164 см. Черепна коробка Хлопчика із Туркани має об'єм 880 кубічних сантиметрів, проте вчені припускають, що череп досяг би величини 909 см³, якби ця особа виросла до зрілого віку.
Хребці його хребта були хворі, внаслідок цього — значна кривина спини та, можливо, повільне пересування. Причиною цього було те, що кістки ребер були розміщені асиметрично до хребта і причина була приписана скелетній дисплазії. А втім, у 2013 році, нове дослідження показує, що коли кістки ребер були ретельно перебудовані, то вони стали проти хребта, і що незвичайна структура хребців була характерна раннім гомінідам. Це, можливо, сприяло його смерті, хоча причина смерті в такому молодому віці невідома. Хоча він і мав інвалідність, його тіло мало довгі ноги та вузькі плечі, характерні для сучасних людей, котрі живуть в гарячому сухому кліматі.
Викопний скелет та інші викопні докази, такі як ашельські кам'яні знаряддя, підводять більшість учених до висновку, що, на відміну від своїх примітивних предків, популяція, з якої походив Турканський хлопчик, складалася з вправних мисливців. Соціальна структура, ймовірно, стала складнішою через великий об'єм мозку. Грудні хребці Турканського хлопчика вже вужчі, ніж в Homo sapiens. Це б дозволило йому менше задіюювати грудні м'язи, які використовуються в сучасних людей, щоб контролювати дихання.